# Viktor Hoven
Viktor Hoven (* 26. März 1909 in Kornelimünster; † 10. Oktober 1968 in Simmerath) war ein deutscher Politiker der FDP. 

## Leben und Beruf
Nach dem Abitur auf dem Humanistischen Gymnasium trat Hoven zum 9. Oktober 1926 der NSDAP bei (Mitgliedsnummer 45.412), allerdings zum 19. Juli 1928 wieder aus. Er studierte Rechtswissenschaften, Geschichte und Volkswirtschaft an den Universitäten in Köln, Paris, Berlin und Frankfurt am Main, hier unter anderem bei Hendrik de Man. 
Hoven war Mitglieder des Jungpreußischen Bundes und gehörte zu dessen Mitgliedern, gegen die im Dezember 1932 ein Strafverfahren „wegen Vorbereitung zum Hochverrat“ eröffnet wurde. Hoven hielt sich zu dem Zeitpunkt in Frankfurt auf.
Hoven schloss sein Studium mit der Promotion zum Dr. phil. ab und arbeitete ab 1935 als selbständiger Kaufmann in der Kalkindustrie. Am Zweiten Weltkrieg nahm er von 1939 bis 1945 als Soldat (letzter Dienstgrad Hauptmann) teil.

## Abgeordneter
Hoven war von 1954 bis 1958 Landtagsabgeordneter in Nordrhein-Westfalen und gehörte von 1957 bis 1965 dem Deutschen Bundestag an.

## Öffentliche Ämter
Hoven war von 1952 bis 1956 Bürgermeister von Kornelimünster im damaligen Landkreis Aachen und von 1956 bis 1958 stellv. Landrat.

## Werke
- Flämische Selbständigkeitsbestrebungen und ihre politische Vorgeschichte, Sporn, Zeulenroda 1937.